# (1354) Botha
(1354) Botha est un astéroïde de la ceinture principale découvert le 3 avril 1935 à Johannesbourg (UO) par l'astronome sud-africain Cyril V. Jackson.

## Historique
Sa désignation provisoire, lors de sa découverte le 3 avril 1935, était 1935 GK.